# Antun Palić
Antun Palić (Zagreb, 25. lipnja 1988.) bivši je hrvatski nogometaš koji je igrao na poziciji veznog.

## Vanjske poveznice
- Profil, Hrvatski nogometni savez
- Soccerway (engl.)
- Statistics Football  Arhivirana inačica izvorne stranice od 24. studenoga 2018. (Wayback Machine) (engl.)
- Sportnet  Arhivirana inačica izvorne stranice od 18. studenoga 2015. (Wayback Machine)
- Statistike hrvatskog nogometa
- Transfermarkt (engl.)
- Worldfootball (engl.)